# باولو بيانكو
باولو بيانكو (بالإيطالية: Paolo Bianco)‏ (مواليد 20 أغسطس 1977 في فودجا - إيطاليا) لاعب كرة قدم إيطالي يلعب حاليا لصالح نادي الدرجة الأولى أتالانتا الإيطالي منذ 2009 في مركز قلب الدفاع .

## روابط خارجية
- باولو بيانكو على موقع قاعدة بيانات كرة القدم.إي يو (الإنجليزية)
- باولو بيانكو على موقع Soccerway.com (الإنجليزية)
- باولو بيانكو على موقع عالم كرة القدم.نت (الإنجليزية)
- باولو بيانكو على موقع كووورة
- باولو بيانكو على موقع AS.com (الإسبانية)